# Barcelonés
El Barcelonés (oficialmente en catalán: Barcelonès) es una comarca española, situada en la provincia de Barcelona, Cataluña. Su nombre deriva de la ciudad de Barcelona. Es la comarca más poblada de Cataluña, con una densidad de habitantes muy elevada. 
Limita al norte con la comarca de Vallés Occidental, al noreste con las comarcas de Vallés Oriental y Maresme, al este y sureste con el mar Mediterráneo y al oeste con la comarca del Bajo Llobregat.

## Geografía
Su geografía está marcada por la llanura del área metropolitana de Barcelona, la sierra de Collserola y los ríos Llobregat y Besós.

### Clima
El clima del Barcelonés es mediterráneo de tipo litoral central. La precipitación media anual está en torno a los 600 mm, siendo los valores más elevados cerca de la Cordillera Litoral. La estación lluviosa del año es el otoño, seguida de la primavera, y la seca del verano, sobre todo en julio. En cuanto a las temperaturas, los inviernos son suaves, con medias de 9 °C a 11 °C, las temperaturas son más bajas en la zona más cercana al Besós y en la Zona Franca donde las mínimas son más frías y los veranos calurosos, entre los 23 °C y 24 °C de media, comportando una amplitud térmica anual moderada. Prácticamente nunca hiela el centro de Barcelona.

## Historia
La comarca está habitada desde los tiempos de los íberos y fue ocupada por los cartagineses en la Edad Antigua. Posteriormente formó parte del proceso de romanización de Cataluña (con las entonces Barcino). En la Edad Media aumentó sensiblemente la población y el condado de Barcelona adquirió progresivamente más peso en Cataluña, hasta que Barcelona se convirtió en su capital. Su auge ha continuado hasta el siglo XXI, con una concentración progresiva de servicios y población.

## Población

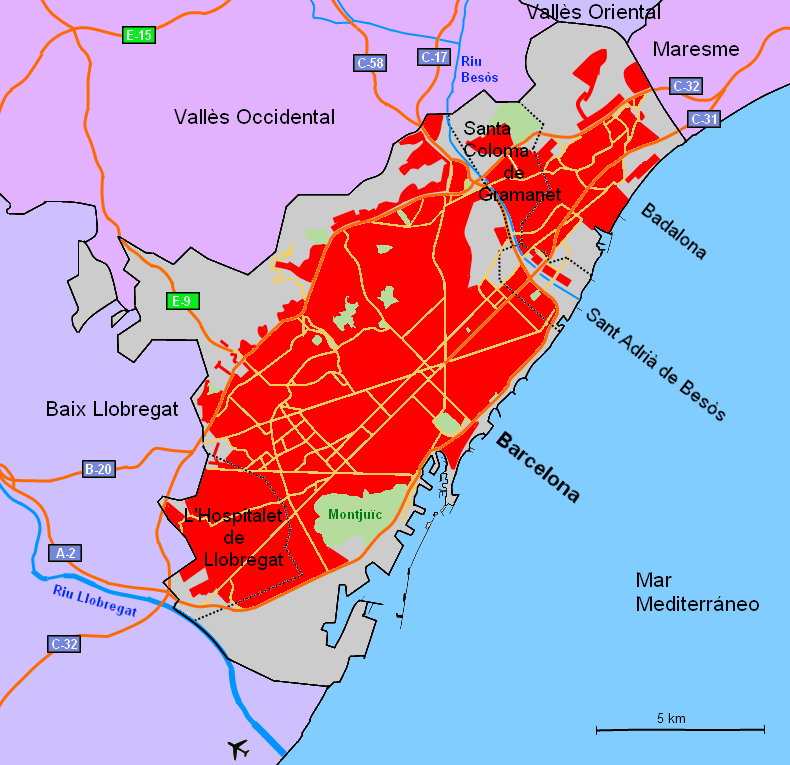
Zonas urbanas en rojo.

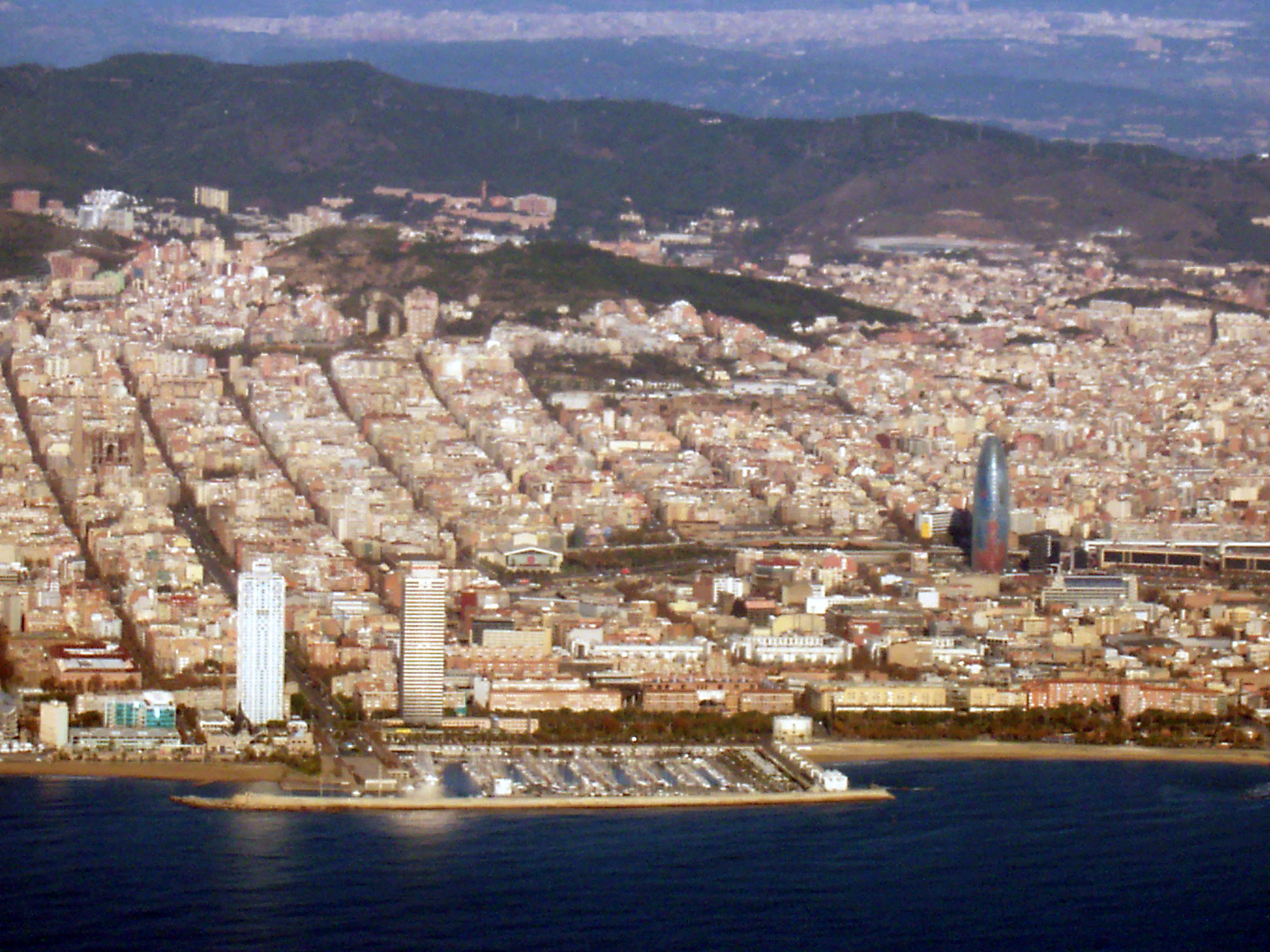
Barcelona, la capital comarcal.

Se compone de cinco municipios: Barcelona, Hospitalet de Llobregat, Badalona, Santa Coloma de Gramanet y San Adrián de Besós. Anteriormente formaron parte de la comarca los municipios de Esplugas de Llobregat y San Justo Desvern, que pasaron a formar parte de la comarca del Bajo Llobregat en 1990.
| Municipio                | Superficie (km²) | Población (2024) | Densidad (hab/km²) | Partidos gobernantes |
| ------------------------ | ---------------- | ---------------- | ------------------ | -------------------- |
| Barcelona                | 101,4            | 1 686 208        | 16 637,5           | PSC                  |
| Hospitalet de Llobregat  | 12,4             | 282 299          | 22 766,0           | PSC                  |
| Badalona                 | 21,2             | 226 219          | 10 680,8           | PPC                  |
| Santa Coloma de Gramanet | 7,0              | 120 903          | 17 271,9           | PSC                  |
| San Adrián de Besós      | 3,8              | 38 672           | 10 123,6           | PSC                  |
| TOTAL                    | 146              | 2 354 301        | 16 153,0           |                      |

| 1497 | 1515 | 1553 | 1717   | 1787    | 1857    | 1877    | 1887    | 1900    |
| ---- | ---- | ---- | ------ | ------- | ------- | ------- | ------- | ------- |
| 6385 | 6797 | 506  | 37 374 | 105 715 | 250 253 | 373 147 | 428 085 | 570 253 |

| 1910    | 1920    | 1930      | 1940      | 1950      | 1960      | 1970      | 1981      | 1990      |
| ------- | ------- | --------- | --------- | --------- | --------- | --------- | --------- | --------- |
| 625 957 | 767 391 | 1 106 951 | 1 206 368 | 1 438 921 | 1 821 324 | 2 281 171 | 2 453 317 | 2 378 906 |

| 1992      | 1994      | 1996      | 1998      | 2000      | 2002      | 2004      | 2006      | — |
| --------- | --------- | --------- | --------- | --------- | --------- | --------- | --------- | - |
| 2 286 799 | 2 282 755 | 2 131 378 | 2 117 496 | 2 096 571 | 2 130 092 | 2 193 380 | 2 212 658 | — |

## Política y gobierno

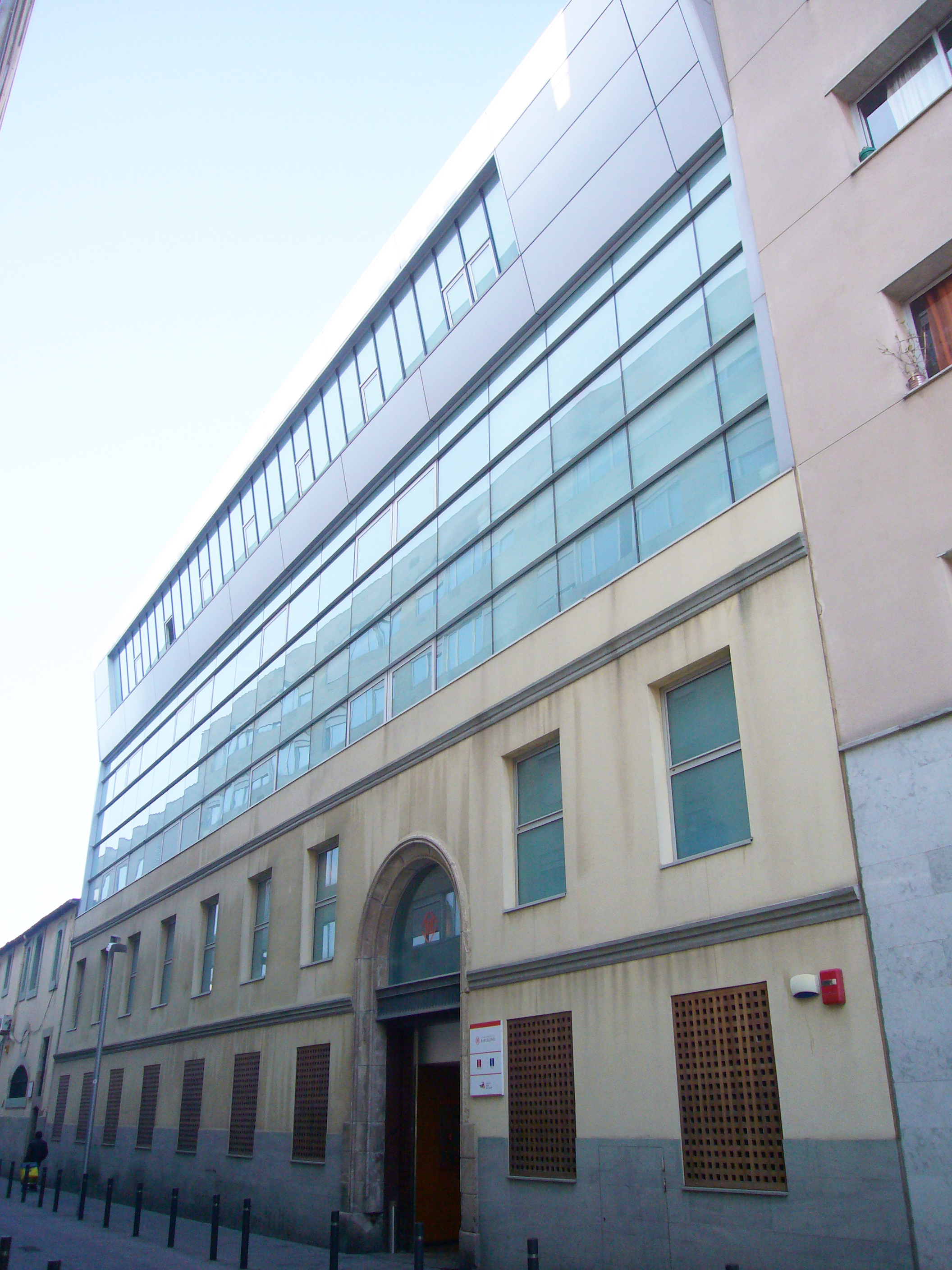
Sede del Consejo Comarcal del Barcelonés, en Barcelona.

### Consejo Comarcal del Barcelonés
El Barcelonés es la única comarca de Cataluña que no cuenta con gobierno propio desde la disolución del Consejo Comarcal del Barcelonés (CCB). El proceso de disolución del CCB se inició con el acuerdo de disolución que adoptó por mayoría absoluta el propio CCB el 15 de marzo de 2017, instando al Parlamento de Cataluña y a la Generalidad de Cataluña a iniciar el proceso de disolución.
En febrero de 2019 el Parlamento de Cataluña aprueba la Ley 1/2019 de supresión del Consejo Comarcal del Barcelonés, formalizando el gobierno de la Generalidad de Cataluña su disolución en septiembre de 2019 mediante el Decreto 193/2019, por el que se aprueba la distribución y el traspaso de las competencias, las actividades y los servicios del Consejo Comarcal del Barcelonés y de los organismos, entidades y empresas vinculados o dependientes.

### Informe Roca
El Parlamento de Cataluña encargó la revisión del mapa territorial a una comisión de expertos presidida por Miquel Roca con la presencia de cuatro geógrafos. En enero de 2001 se presentó el Informe sobre la revisión del modelo de organización territorial de Cataluña, conocido como el Informe Roca. Este informe propone un cambio para el Barcelonés, que se situaría dentro de la veguería de Barcelona:
- Pedanías y enclaves que cambian de municipio:
  - Loncha entre Vallvidrera y Santa Cruz de Olorde, de Sant Cugat, en el municipio de Barcelona.

## Economía
La comarca alberga un 35% del PIB catalán.